# Actors (film 2000)
Actors (Les Acteurs) è un film del 2000 scritto e diretto da Bertrand Blier.

## Trama
Alcuni ritratti di attori francesi che si incontrano, per caso o per volontà, e si interrogano sul proprio mestiere assumendo un punto di vista esterno e utilizzando l'ironia.